# 垂枝圆柏
垂枝圆柏（学名：Sabina chinensis f. pendula）为柏科圆柏属圆柏下的一个变型。分布在中国大陆的甘肃、陕西等地，目前尚未由人工引种栽培。

## 扩展阅读
- 維基物種上的相關：垂枝圆柏